# Jean de Meung
Jean de Meung o de Meun, o també Jean Chopinel o Clopinel (cap al 1240 a Meung-sur-Loire - cap al 1305 a París) va ser un poeta francès del segle xiii.

## Biografia
La tradició afirma que va estudiar a la Universitat de París; va ser, igual que el seu contemporani Rutebeuf, un defensor de Guillaume de Saint-Amour i un crític acèrrim de les ordes mendicants. La major part de la seva vida sembla haver transcorregut a París, on posseïa, al carrer Saint-Jacques, una casa proveïda d'una torre, pati i jardí que va ser descrita el 1305 com a propietat del difunt Jean de Meung i que va ser donada per un tal Adam d'Andely als dominics.
Jean de Meung va escriure que en la seva joventut va compondre poemes que van ser cantats a tots els llocs públics i escoles de França. Va traduir al francès diverses obres del llatí, especialment De consolatione philosophiæ de Boeci, encara que se'l coneix principalment com a autor de la segona part del Roman de la Rose, una llarga narració al·legòrica de tema amorós amb una primera part que va ser composta per Guillaume de Lorris. La part per ell escrita es va aproximar més aviat al gènere medieval del debat i, com a molts poetes de finals del segle xiii influïts pel desenvolupament de la incipient burgesia en el si del tercer estat, escriu en to satíric mostrant la descomposició de la societat medieval i les flaqueses de la seva època, que coneixia molt bé.
Va ser també home molt instruït, fins al punt que el seu saber li va valer entre la gent del poble la fama d'alquimista i astròleg. Un tret medieval del seu caràcter va ser, no obstant això, la misogínia, de la qual el va acusar Christine de Pisan en el que es considera actualment una de les primeres querelles del feminisme. La seva mort va estar envolta en detalls anecdòtics, ja que va llegar als monjos jacobins de París un cofre que només podia ser obert després del seu enterrament; aquests monjos el van enterrar amb grans honors a la seva abadia, però en obrir el cofre van veure que només contenia pedres (de fet pissarres amb símbols i dibuixos geomètrics); això va indignar als jacobins, que van exhumar el seu cadàver, però va intervenir el rei i el va fer tornar a enterrar sense que les seves restes tornessin a ser molestades mai més.

## Obres

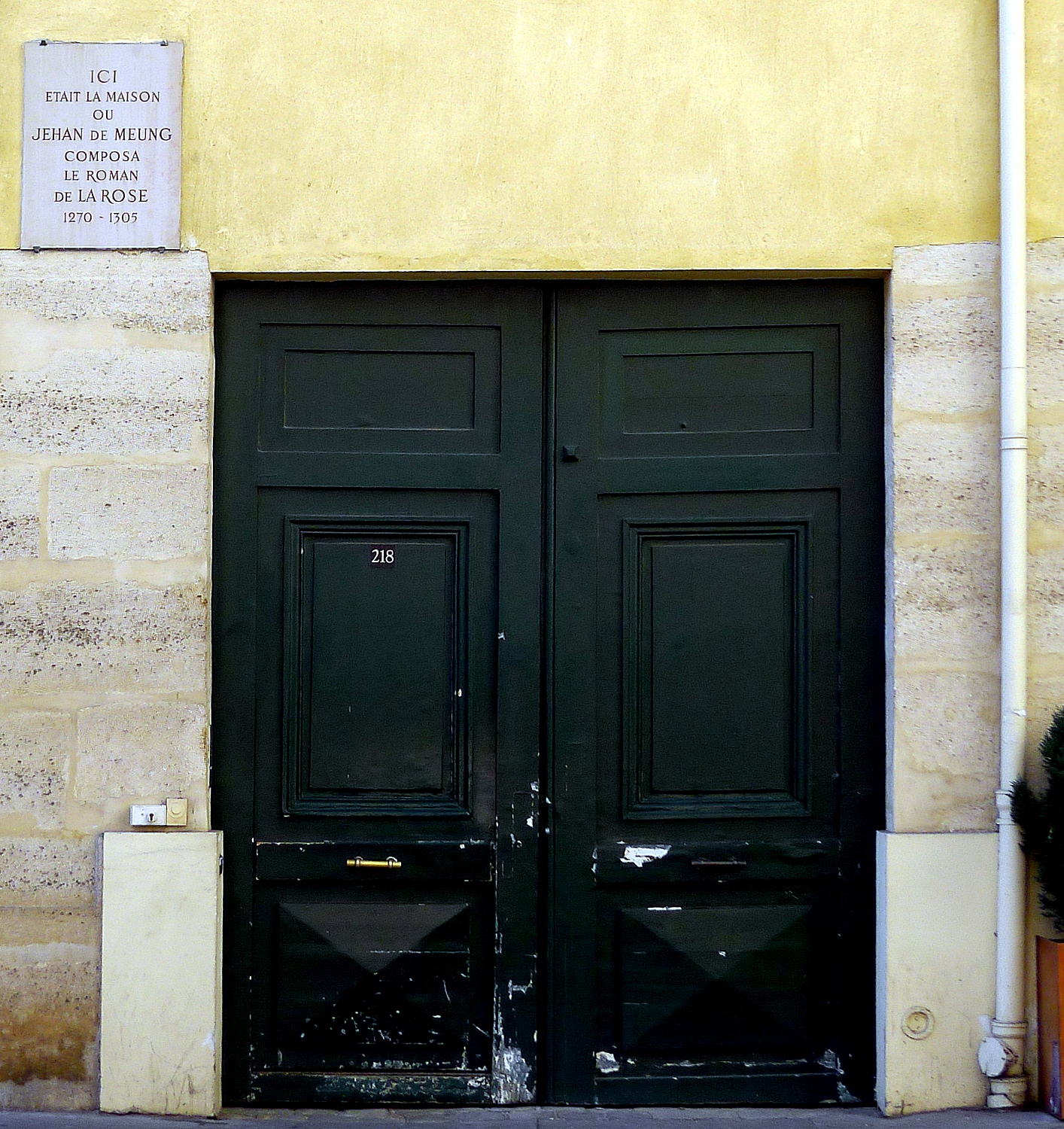
París, carrer Saint-Jacques, núm. 218: ubicació de la casa on vivia Jean de Meung

La seva 2ª part del Roman de la Rose de Guillaume de Lorris se sol datar entre 1268 i 1285 per una referència que fa el text a la mort de Manfred i Conradin, aquest últim executat el 1268 per ordre de Carles d'Anjou, mort el 1285, qui és descrit com a rei de Sicília d'aquells moments. No obstant això, si es considera el poema principalment com a sàtira política, caldria datar-lo en els últims cinc anys del segle xiii. Jean de Meung, sens dubte, va editar l'obra del seu predecessor Guillaume de Lorris abans d'emprar-la com a punt de partida del seu propi vast poema, estès fins a 19.000 versos.
La continuació és una sàtira dels ordes monàstics, del celibat, de la noblesa, de la seu papal, les pretensions excessives de la reialesa i, especialment, de les dones i el matrimoni. Guillaume havia estat "serf d'amor" i un exponent de les lleis de courtoisie o amor cortès que Jean de Meung rebutja. De fet, va afegir un "Art d'estimar" exposant cruament els vicis de les dones, el seu mestratge en les arts de l'engany i els mitjans pels quals els homes poden ser obnubilats i obcecats per elles. Jean de Meung encarna l'esperit burleta i escèptic sobre les rondalles, no creia en supersticions ni guardava cap respecte a les institucions establertes; fins i tot menyspreava les convencions del feudalisme.
El seu poema mostra en el grau més alt, tot i la laxitud del seu to, les facultats de l'observació aguda, el raonament lúcid i l'exposició,fet que li dona dret a ser considerat el major dels poetes francesos medievals. Maneja la llengua francesa amb una facilitat i precisió desconeguda als seus predecessors i la llarga extensió del seu poema no va ser cap impediment per a la seva popularitat i difusió al llarg dels segles xiii i xiv. Part del seu auge es va deure sens dubte al caràcter erudit de l'autor, qui, havent dominat gairebé tot el coneixement científic i literari que podia adquirir-se en la França de la seva època amb els seus mitjans, va donar lloc en el seu poema a gran quantitat d'informació útil i nombroses cites d'autors clàssics. No obstant això, va aconseguir tenir també vigorosos detractors: el llibre va ser atacat per Guillaume de Deguileville en el seu Pèlerinage de la vie humaine (c. 1330), una obra també extensa i popular a Anglaterra i França; el filòsof Jean Gerson i Christine de Pisan, es van unir a aquestes crítiques, Christine defensà al seu sexe dels atacs de Jean de Meung en el seu Epitre au dieu d'amour.
Jean de Meung va traduir el 1284 el tractat De Re Militari de Vegeci al francès com Le livre de Végèce de l'art de chevalerie ("El llibre de Vegeci sobre la disciplina de la cavalleria"). També va escriure una inspirada versió, la primera en francès, de les "cartes d'Abelard i Eloísa". Un manuscrit d'aquesta traducció es troba, amb escolis de Francesco Petrarca, a la Biblioteca Nacional de París. La seva traducció de l'obra de consolatione philosophiae de Boeci està precedida d'una carta a Felip IV el Bell de França en què enumera les seves obres antigues, dues de les quals s'han perdut: De spirituelle amitié traducció de l'obra De spiritualis amicitia de Elred de Rievaulx (mort el 1166), i el Livre des merveilles d'Hirlande, traducció de la Topographia Hibernica o De Mirabilibus Hiberniae de Giraldus Cambrensis (Gerald de Barri). Els seus últims poemes són indubtablement el seu Testament i el seu Codicille. El Testament està escrit en cuaderna via monorrima i conté avisos de diversa classe als diferents estaments de la societat. És igualment autor d'un Dodechedron de fortune publicat segle i mig després (Paris: Etienne Groulleau, 1556).